# Ходош (Брестовац)
Ходош (рум. Hodoş) је насељено место у Румунији, у оквиру општине Брестовац. Налази се у округу Тимиш, у Банату.

## Прошлост
По "Румунској енциклопедији" место се помиње 1323. године. Православни храм је грађен 1774. године.
Аустријски царски ревизор Ерлер је 1774. године записао да место "Ходош" припада Барачком округу, Липовског дистрикта и да ту живе измешани Срби и Румуни. Када је 1797. године пописан православни клир у месту је био само парох, поп Лазар Симеоновић (рукоп. 1797) који је говорио српским и румунским језиком.
Симеон Георг Сина био је 1818. година спахија Ходошки и Киздијски. Јавља се те године у Бечу као претплатник Вуковог српског речника.

## Становништво
По попису из 2002. године у насељу живи 8 становника, све Румуна.